# Наваррський колеж
Наваррський колеж — французький колеж, найвідоміший навчальний заклад Паризького університету в XIV—XV ст., колиска раннього французького гуманізму. З нього вийшли кращі теологи епохи на чолі з Жаном Жерсоном. Заснований в 1304 році дружиною короля Франції Філіпа IV Красивого Жанною Наваррською; був першим королівським інститутом в Паризькому університеті. Головним предметом була теологія, тому інспектором коледжу був теологічний факультет. Вивчалися також граматика і філософія. Стипендії (бурси) були незначними, але їх вистачало на харчування. Головною умовою вступу до Наваррського колежу була бідність; як тільки хтось отримував бенефіцій, він автоматично вибував з членів колежу, звільняючи місце наступному бідняку.
Завдяки цьому демократичному принципу освіту в Парижі могли отримати багато вихідців з нижчих станів.
Наваррський колеж був відкритий не тільки для Наварри, але і для всієї Франції, як Сорбонна — для всієї Європи. Духівник короля призначав головного магістра колежу і здобувачів стипендії; палата рахунків Франції відала його доходами.
Після участі в пограбуванні Наваррського колежу в грудні 1456 року написавши свій знаменитий жартівливий «Малий заповіт», втік французький поет Франсуа Війон.